# Rudolf Thiele (Landrat)
Rudolf Thiele (* 1876; † nach 1943) war ein preußischer Verwaltungsjurist und Landrat.

## Leben
Thiele studierte Rechtswissenschaft an der Friedrich-Wilhelms-Universität Breslau. Seit 1896 gehörte er der Breslauer Burschenschaft der Raczeks an. Seit 1905 wirkte Thiele als Gerichtsassessor, ab 1909 als Amtsrichter und ab 1919 als Amtsgerichtsrat in Ohlau. Ab 1. Juni 1933 wurde Thiele vertretungsweise als Landrat im Kreis Brieg eingesetzt und ab 1. Oktober 1933 vertretungsweise als Landrat im Kreis Ohlau. 1934 erfolgte seine Ernennung als Landrat. Dort amtierte er dann bis zu seinem Ruhestand 1943.
Thiele war seit 1. Dezember 1932 Mitglied der Nationalsozialistischen Deutschen Arbeiterpartei (NSDAP).